# Вуэльта Кастилии и Леона (женская)
Вуэльта Кастилии и Леона (исп. Vuelta a Castilla y León) — шоссейная многодневная велогонка, проходившая по территории Испании с 2001 по 2005 год. Являлась женской версией мужской гонки Вуэльта Кастилии и Леона.

## История
Гонка была создана в 2001 году. Её дебютное издание прошло в рамках национального календаря. Со следующего, 2002 года, вошла в Женский мировой шоссейный календарь UCI.
С 2002 по 2005 год за два дня до гонки или через два дня после неё проводилась женская однодневка Гран-при Кастилии и Леона
Маршрут гонки проходил в автономном сообществе Кастилия-Леон. Дистанция в основном состояла из трёх этапов. Исключением стал только 2002 год когда было пять этапов, один из которых заканчивался горным финишем на Ла-Коватилью протяжённостью 19,9 км со средним градиентом 5,8%.. Протяжённость этапов составляла от 80 до 120 км.
Организатором выступал Club Ciclista Cadalsa, проводивший также мужскую Вуэльта Кастилии и Леона и женские Гран-при города Вальядолида и Гран-при Кастилии и Леона.

## Призёры
| Год  | Победитель       | Второй          | Третий             |
| ---- | ---------------- | --------------- | ------------------ |
| 2001 | Маргарет Хэмсли  | Мадлен Линдберг | Теодора Руано      |
| 2002 | Николь Брендли   | Юдит Арндт      | Николь Кук         |
| 2003 | Зульфия Забирова | Мирьям Мельхерс | Сюзанн Юнгског     |
| 2004 | Мирьям Мельхерс  | Катерина Бейтс  | Анушка ван дер Зее |
| 2005 | Юдит Арндт       | Ноэми Кантеле   | Сара Кэрриган      |